# Caracuel de Calatrava
Caracuel de Calatrava és un municipi de la província de Ciudad Real a la comunitat autònoma de Castella-La Manxa.